# Сонні Пердью
Джордж Ервін «Сонні» Пердью III (англ. Geogre Ervin «Sonny» Perdue III; нар. 20 грудня 1946, Перрі, Джорджія) — американський політик, губернатор штату Джорджія з 2003 по 2011, міністр сільського господарства США з 24 квітня 2017 до 20 січня 2021.

## Біографія

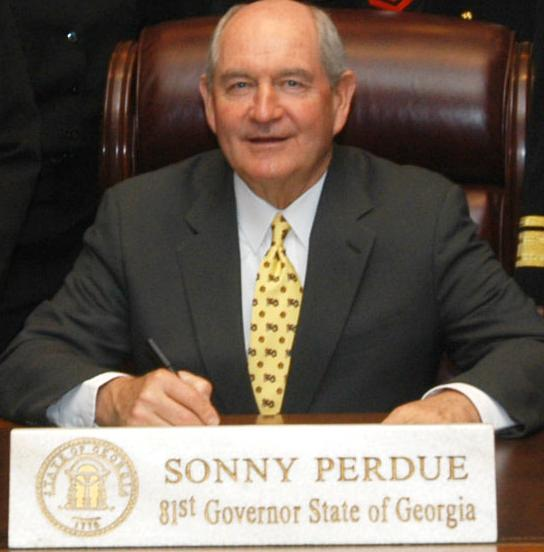
Сонні Пердью

1971 року він закінчив Коледж ветеринарної медицини Університету Джорджії. Працював ветеринаром, потім став підприємцем. Одружений з 1972 року, має четверо дітей і шестеро онуків.
Пердью почав свою політичну кар'єру як демократ. Він був обраний до Сенату штату 1992 року, перейшов до Республіканської партії 1997 року.